# Arnau de Segarra
Arnau de Segarra (ältere Form vermutlich: Arnal de Segarra, lateinisch Arnaldus de Segarra, * ca. 1210 in Barcelona; † ca. 1270 ebenda) war ein katalanischer Dominikanerbruder (katalanisch Orde dels Predicadors), Philosoph und Inquisitor des Hochmittelalters.
Möglicherweise ist er zu identifizieren mit Arnold de Guardia.

## Leben und Wirken
Segarra legte seine Profess im Jahre 1230 im Kloster Santa Caterina, (katalanisch Convent de Santa Caterina) in Barcelona ab. Später studierte er in Köln bei Albertus Magnus, dessen  philosophischen Visionen er folgte.
Bei einem Generalkapitel des Dominikanerordens, das 1249 in Trier stattfand, war Johannes von Wildeshausen eine der führenden Figuren. In diesem Kapitel wurde Arnau de Segarra zum Provinzial der Dominikanerprovinz in Spanien gewählt. Der Provinzial war der höchste religiöse Führer der jeweiligen Ordensprovinz und Arnau de Segarra übernahm in dieser Funktion die Leitung der spanischen Dominikanerprovinz.
Auf Bitte des Bischofs von Barcelona Raymundus Martinus (Ramon Martí) und des Ordensgenerals Johannes von Wildeshausen versammelte sich 1250 in Toledo das Provinzkapitel von Spanien unter der Präsidentschaft von Arnau de Segarra.
Zurückgekehrt nach Katalonien, gründet Arnau zusammen mit dem Bischof von Girona Berenguer de Castellbisbal (1245–1254) im Jahre 1253 das Kloster Claustre de Sant Domènec.
Im Jahre 1256 wurde er Prior eines Klosters in Barcelona und Vorsteher der spanischen Ordensprovinz (Provinzial) der Dominikaner. Gemäß der Rechtfertigung des Ordensmeisters Ramon de Penyafort gründete er Schulen, um Missionare auf die Debatte mit Mauren und Juden vorzubereiten, und förderte die Mission im Norden Afrikas. Nach 1256 war er Prior des Klosters in Girona, das er 1243 gegründet hatte, und ersetzte den Dominikaner Miguel de Fabra als geistlicher Begleiter und Beichtvater des Königs Jakob I. von Aragón. Arnau de Segarra begleitete den König bei der Eroberung von Murcia (1265), wo er ein Kloster gründete. Mit Raymundus Martinus, Ramon de Penyafort und dem Franziskanerpater (Fra) Pedro von Genoa nahm er an der Disputation von Barcelona im Jahre 1263 teil. Er war Richter bei der Verurteilung talmudischer Bücher im Fürstentum Katalonien und zwischen 1265 und 1269 Inquisitor.